# Sprachverband Deutsch
Der Sprachverband Deutsch e. V. beschäftigte sich mit der Förderung von Deutschkursen zur Integration von Migranten und bereitete die vom Bundesamt für Migration und Flüchtlinge organisierten Integrationskurse vor.

## Geschichte
Der Sprachverband Deutsch für ausländische Arbeitnehmer e. V. wurde auf Initiative des Bundesministeriums für Arbeit und Sozialordnung gemeinsam mit der Bundesanstalt für Arbeit, dem Deutschen Volkshochschul-Verband und den für die Sozialbetreuung zuständigen Trägern der freien Wohlfahrtspflege 1974 in Mainz gegründet, später traten die Bundesländer und weitere 13 Organisationen von Bildungsträgern bei.
Der Verein änderte 2001 seinen Namen in Sprachverband Deutsch e. V. Nachdem der Vertrag mit dem Bundesministerium für Arbeit und Sozialordnung über die institutionelle Förderung im Jahre 2003 ausgelaufen und wegen des Scheiterns des Zuwanderungsgesetzes nicht erneuert worden war, wurde der Verein aufgelöst. Die Aufgaben wurden auf das Bundesamt für die Anerkennung ausländischer Flüchtlinge übertragen.

## Tätigkeit
Der Sprachverband verfolgte gemäß seiner Satzung den Zweck, die organisatorischen und pädagogischen Voraussetzungen des Deutschunterrichts für ausländische Arbeitnehmer zu schaffen, um so die Arbeit der Sprachkursträger zu unterstützen und die Lehrmethoden zu verbessern. Damit sollte ein inhaltlich und methodisch differenziertes Angebot an Sprachkursen bereitgestellt werden. Der Sprachverband förderte nach seinen Grundsätzen, die mit dem Bundesministerium für Arbeit und Sozialordnung, dem Bundesministerium der Finanzen und dem Bundesrechnungshof abgestimmt wurden, Sprachkurse für ausländische Arbeitnehmer und deren Familienangehörige aus EU-Mitgliedstaaten, der Türkei, Marokko, Tunesien, dem ehemaligen Jugoslawien und für ehemalige Vertragsarbeitnehmer der früheren DDR, aus Angola, Mosambik und Vietnam. Die hierfür vom Bund zugewendeten Projektmittel wurden für die Honorare der Kursleiter, für sozialpädagogische Betreuer und Mitarbeiter in der Kinderbetreuung gezahlt. Hinzu kamen eine Sachkostenpauschale und ein Kostenzuschuss für die Beschaffung der in den Deutschkursen vorgegebenen Lehrwerke. Die Höhe der Zuwendung an den jeweiligen Sprachkursträger wurde nach der Stundenzahl der bewilligten Kurse, 60 bis 80, 240, 320 oder 640 Stunden, bestimmt.
Bis 1975 wurden zunächst nur allgemeine Sprachkurse für Erwachsene gefördert, die unter Einsatz der Sprachlehrfilme „Guten Tag“ und „Viel Glück in Deutschland“ mit audiovisuellem Unterricht auskamen. Danach wurde differenziert nach Grund- und Aufbaukursen, für die ausgesuchte Lehrwerke nach der Methode des handlungsorientierten Unterrichts vorgegeben wurden, um, ausgehend von der realen Lebenssituation der Lernenden, die Kommunikationsfähigkeit in der deutschen Sprache zu fördern. Ab 1982 wurden Kurse für Frauen mit Betreuung von deren Kleinkindern eingerichtet, ab 1986 Kurse mit dem Schwerpunkt Alphabetisierung und ab 1991 Kurse zur Vorbereitung auf die Grundbaustein-Prüfung Deutsch und Erwerb eines international anerkannten Zertifikats. Die Zahl der Teilnehmer an diesen Kursen betrug ab 1982 etwa 60.000–70.000 pro Jahr.
Im Jahre 2001 wurde das Fördervolumen auf 46 Millionen DM aufgestockt und blieb bis zur Auflösung des Vereins auf dieser Höhe.
Ab 1976 förderte der Sprachverband unter der Bezeichnung „Berufsvorbereitende Maßnahmen für ausländische Jugendliche“ (BVM) zunächst ein Modellprogramm, das dann als „Maßnahmen zur sozialen  und beruflichen Eingliederung ausländischer Jugendlicher“ (MSBE) unter Einsatz von Fördermitteln des EG-Sozialfonds bundesweit mit mehr als 10.000 Teilnehmern  durchgeführt wurde. Mit besonderer Förderung des Landes Nordrhein-Westfalen wurden diese Kurse dort auch als berufliche Grundbildung anerkannt. Wegen der starken Nachfrage für dieses Angebot übernahm die Bundesanstalt für Arbeit ab 1980 diese Kurse in ihr Programm der Berufsvorbereitungslehrgänge. Der Sprachverband blieb für die Teile Sprachvermittlung und  Allgemeinbildung in diesen Kursen bis 1987 zuständig.
Die Bedeutung des Sprachverbands für die Integrationspolitik der Bundesregierung hob Bundeskanzler Helmut Kohl am 16. Juni 1993 in einer Erklärung vor dem Deutschen Bundestag hervor:

„Wir fördern – alle Bundesregierungen haben dies getan – seit Jahren die Integration ausländischer Arbeitnehmer und ihrer Familienangehörigen (Hervorhebung im Original). 1993 waren es über 90 Millionen DM für die berufliche und soziale Integration und die Sozialberatung. Die Schwerpunkte liegen in der Sprachvermittlung und bei beruflicher Qualifikation. So konnte der "Sprachverband Deutsch" 1992 für über 80 000 ausländische Arbeitnehmer Sprachkurse anbieten. Seit Gründung dieses Sprachverbands haben fast 1 Million Teilnehmer in von Hunderten von Trägern bundesweit durchgeführten Sprachkursen die Möglichkeit der Erlernung unserer Sprache gehabt.“

Auch gemäß einer Verlautbarung der Bundesregierung vom 6. Juni 2001 hatte sich der Sprachverband in engem Zusammenwirken mit dem Goethe-Institut „als Organisator der Sprachförderung bewährt“ und hätte im Rahmen eines neuen „Gesamtsprachkonzeptes für Zuwanderer“ mit der Organisation der Sprachkurse und des Qualitätsmanagements beauftragt werden sollen.
Dieses neue Konzept erprobte der Sprachverband im Jahre 2002 an sechs Standorten (Schleswig-Holstein, Berlin, Frankfurt/Main, Nordrhein-Westfalen) modellhaft. Mit diesen auf maximal neun Monate begrenzten Projekten sollten gemeinsame Kurse für Spätaussiedler und Ausländer und ein scheckheftbezogenes Abrechnungssystem erprobt werden.
Wegen der Zurückweisung des Zuwanderungsgesetzes durch das Bundesverfassungsgericht (2BvF 1/02) im Dezember 2002 konnte das neu erprobte Konzept jedoch nicht mehr fortgesetzt werden.
Neben der finanziellen Förderung von Deutschkursen hatte der Sprachverband gemeinsam mit dem Goethe-Institut in München die Fortbildung der in den Kursen eingesetzten Lehrkräfte in ein- und zweiwöchigen Fortbildungskursen durchgeführt; dazu waren zeitweilig fünf Teams an verschiedenen Orten eingesetzt.
Zur Unterstützung der Lehrkräfte hatte der Sprachverband besonders geeignete Lehrwerke empfohlen und selbst Konzepte und Materialien für die MSBE-Lehrgänge und für den berufsorientierten Deutschunterricht sowie für Alphabetisierungskurse den Materialdienst Alphabet (1986–1993) entwickelt. Hinzu kamen die Fachzeitschriften Deutsch lernen (1974–2000), Bildungsarbeit in der Zweitsprache Deutsch (1984–1992) und danach Deutsch als Zweitsprache (2000–2015).